# Nebelberg (Austria)
Nebelberg – gmina w Austrii, w kraju związkowym Górna Austria, w powiecie Rohrbach. Liczy 633 mieszkańców (1 stycznia 2015).